# Torre del Oro

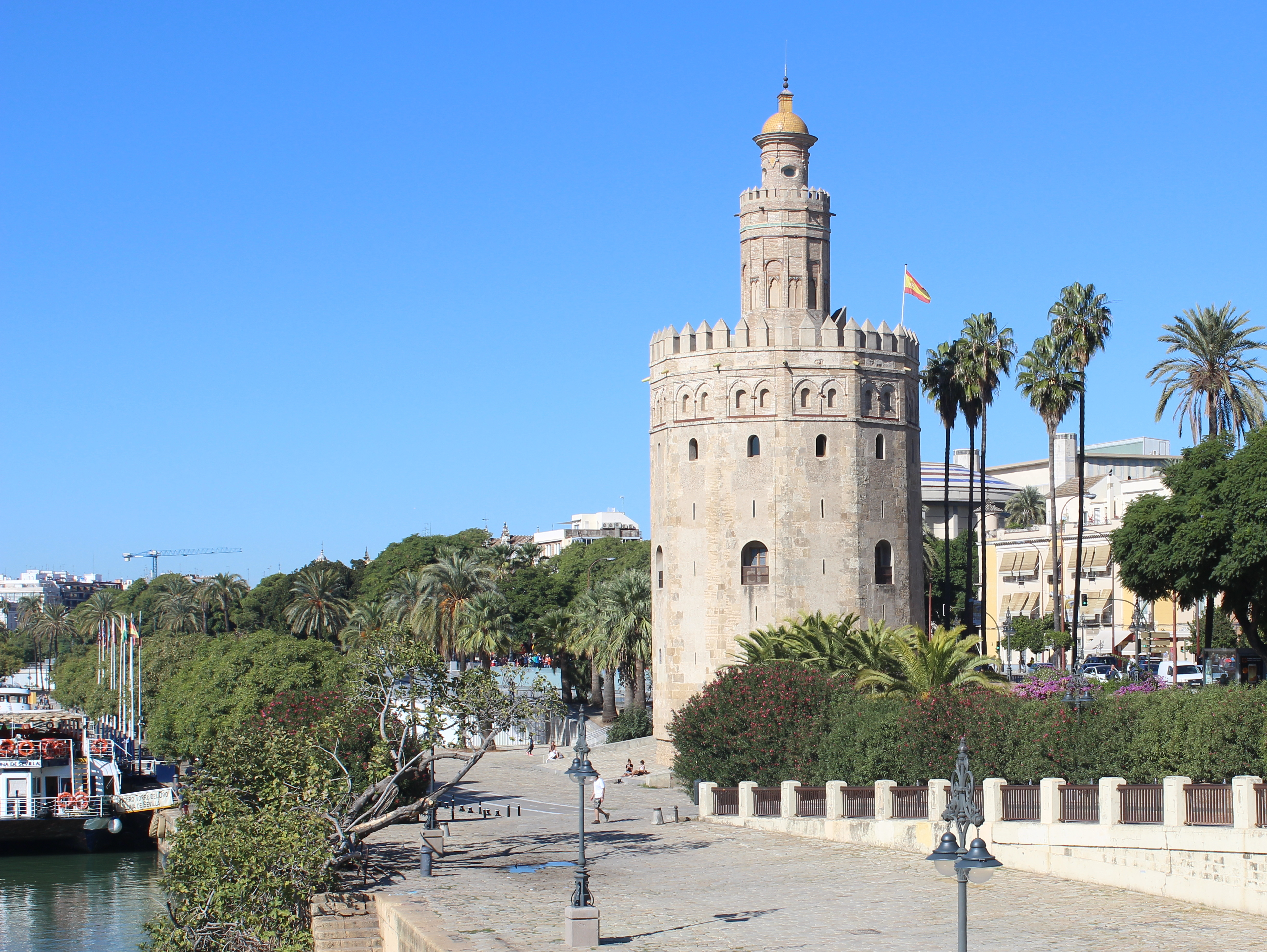
Der Torre del Oro

Der Torre del Oro (deutsch: Goldturm) steht in Sevilla, der einstmals wichtigsten Hafenstadt Andalusiens. Es handelt sich um einen – vom Rest der eigentlichen Stadtmauer getrennt stehenden – militärischen Turm. Sein Name ist abgeleitet von einer nicht erhaltenen, möglicherweise vergoldeten und nur oberhalb des Fensterkranzes umlaufenden Verkleidung aus Azulejos, die in der Sonne golden glitzernde Reflexe zeigte.

## Geschichte
Der Turm wurde um 1220 im Auftrag des von den in Marrakesch (Marokko) residierenden Almohaden eingesetzten Gouverneurs Abū l-ʿUlāʾ errichtet.
Im ursprünglichen Wappen von Cantabria wurde der Torre del Oro als Schifffahrtssymbol dargestellt.

## Funktion
Von der Basis des Turms aus wurde seinerzeit eine schwere eiserne Kette unter Wasser auf die andere Seite des Flusses Guadalquivir zum nicht erhaltenen Torre de la Fortaleza geführt. Auf diese Weise konnte der Hafen von Sevilla gegen stromaufwärts fahrende (Kriegs-)Schiffe geschützt werden. Es sollte Ramón de Bonifaz jedoch gelingen, die Kette mit der kastilischen Flotte zu durchbrechen, der somit Ferdinand III. im Jahre 1248 half, Sevilla zu erobern (Reconquista).
Im Mittelalter diente der Turm als Gefängnis, ab dem 16. Jahrhundert dann als Lagerstätte für Edelmetalle, welche in regelmäßigen Abständen von der spanischen Silberflotte aus den Kolonien in Übersee herbeigeschifft wurden. Diese Funktion könnte eine weitere Ursache für seine Namensgebung sein.
Seit dem 24. Juli 1944 beherbergt der Torre del Oro das Schifffahrtsmuseum Museo Naval de Sevilla mit Stichen, Seekarten, Modellen, alten nautischen Instrumenten sowie anderen historischen Dokumenten.

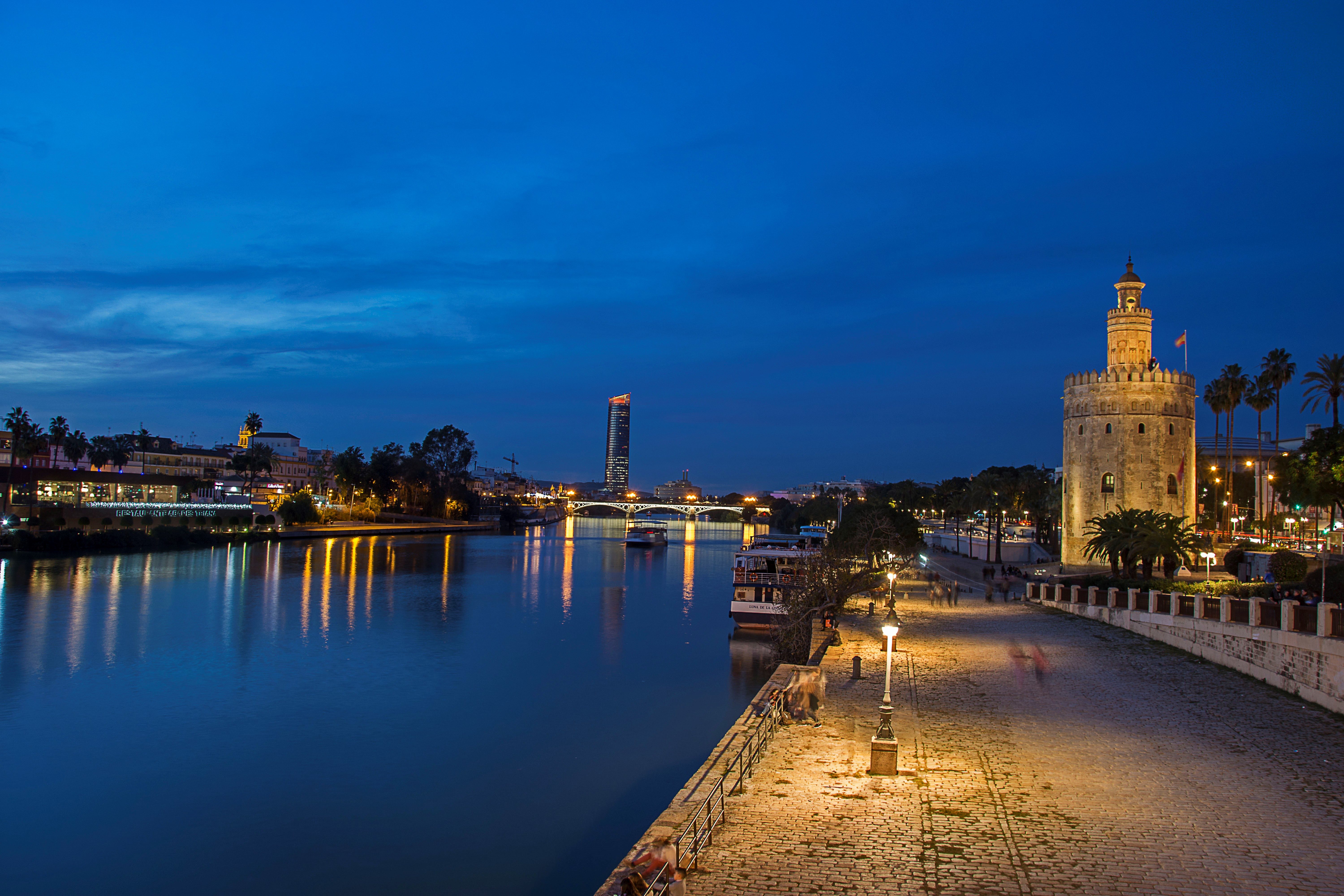
Der Torre del Oro am Ufer des Guadalquivir

## Architektur

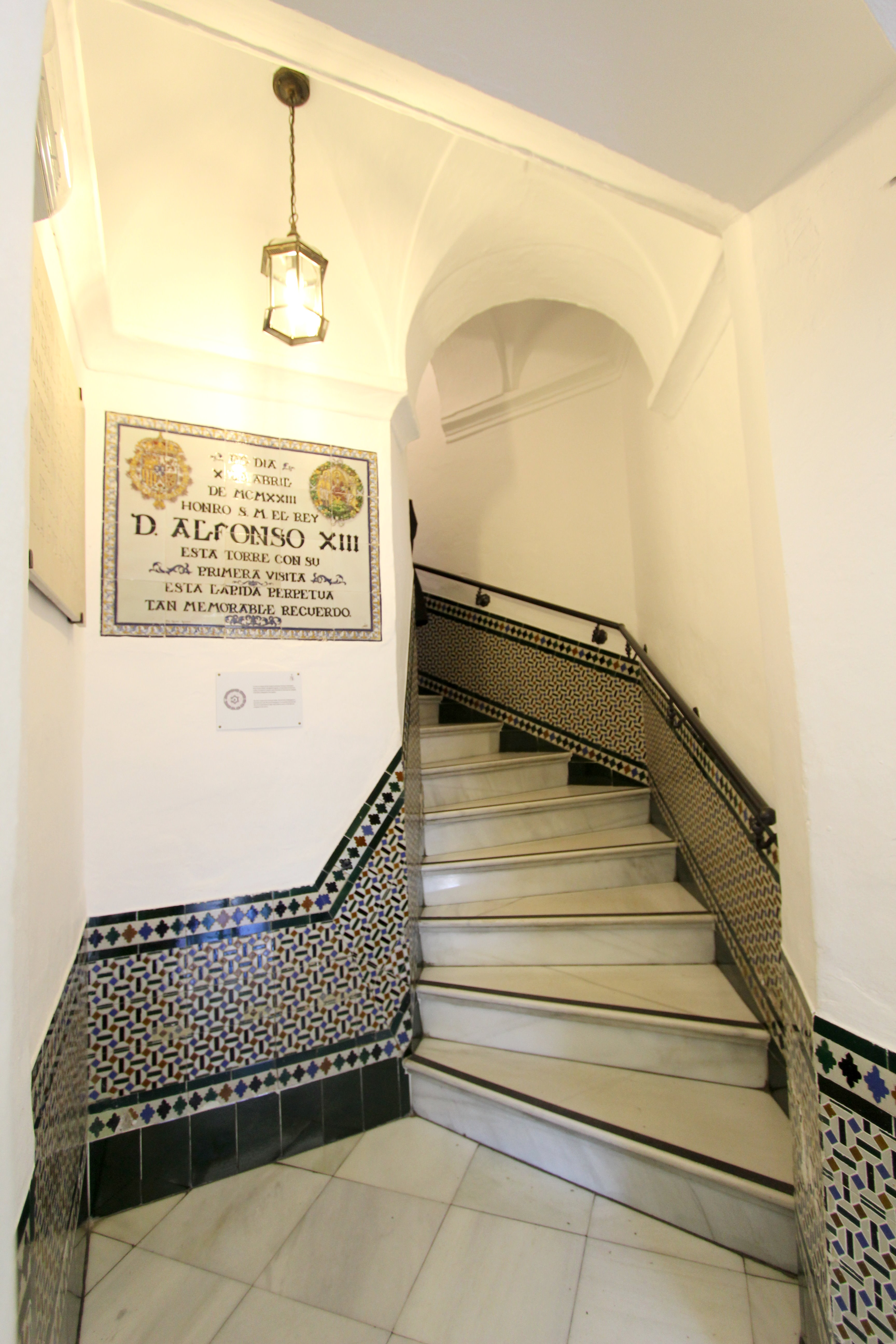
Treppenhaus am Eingang

Der zwölfseitige Torre del Oro – ein Dodekagon – ist in wesentlichen Teilen aus Hausteinen gemauert. Teile der Wandflächen – wie auch die nur in geringen Teilen erhaltene Stadtmauer Sevillas – sind allerdings in der aus dem Süden Marokkos stammenden Stampflehmtechnik errichtet; die Ecken wurden jedoch aus Stabilitätsgründen komplett aus Haustein gemauert. Die schlanke, ebenfalls zwölfseitige Laterne ist in gleicher Technik gebaut, hat jedoch im Gegensatz zum Unterbau – möglicherweise in späterer Zeit hinzugefügte – Lisenenvorlagen an den Ecken. Der obere runde Turmaufsatz von Sebastián Van der Borcht stammt aus dem Jahr 1760.
Auf Grund seiner militärischen Funktion hatte der Turm – abgesehen von den erwähnten Kacheln – keinerlei Dekor, lediglich ein durch ein kleines Gesims abgesetzter Kranz aus Doppelfenstern lockert die Strenge des Baukörpers im oberen Teil ein wenig auf. Die Plattform des Turms ist von einer Mauer mit aufsitzendem Zinnenkranz umgeben.

## Bedeutung
Der Torre del Oro kann als einer der wenigen (erhaltenen) Nachfolgebauten des – in seinem Mittelteil wahrscheinlich ebenfalls polygonal gebrochenen und mit einer Laterne abschließenden – Pharos von Alexandria gelten. Ein ähnlicher, allerdings achteckiger Bau aus almohadischer Zeit steht in Badajoz (Estremadura) – der „Torre de Espantaperrus“.